# Esther González
Pour les articles homonymes, voir González.
Esther González Rodriguez, dite Esther, née le 8 décembre 1992 à Huéscar, est une footballeuse internationale espagnole, qui joue au poste d'attaquante au NJ/NY Gotham.

## Biographie

### En club
Esther González débute le football dans les équipes de jeunes mixtes de sa ville natale. Quand elle atteint l'âge limite et doit évoluer dans des équipes féminines, elle part au Algaidas CD, où elle évolue deux saisons avant de rejoindre le Levante UD. Après deux autres saisons dans le club valencian, elle retourne en Andalousie au Málaga CF, fraîchement promu en D1. Le club ne parvient pas à se maintenir et Esther signe à Huelva. Après une saison, elle est recrutée par l'Atlético de Madrid. Elle remporte trois championnats d'Espagne et une coupe de la Reine avec les rojiblancas, et participe à la Ligue des champions. En 2019, elle retourne à Levante. 
En 2021, elle signe au Real Madrid, pour la première saison de la Maison blanche en Ligue des champions. 

### En équipe nationale
Avec les U17, elle s'incline en finale de l'Euro 2009 face à l'Allemagne, après avoir marqué en demi-finales face à la Norvège.
Elle dispute son premier match avec l'équipe d'Espagne le 4 mars 2016 face à la Roumanie, puis se voit sélectionnée pour l'Euro 2017, mais ne joue aucune rencontre.

## Palmarès
- Atlético de Madrid
  - Championnat d'Espagne
    - Vainqueur : 2016-2017, 2017-2018, 2018-2019
    - Deuxième : 2014-2015

  - Coupe de la Reine
    - Vainqueur : 2016
    - Finaliste : 2017, 2018, 2019
- Levante UD
  - Supercoupe d'Espagne
    - Finaliste : 2020-2021

- Équipe d'Espagne
  - Championnat d'Europe des moins de 17 ans
    - Finaliste : 2009

- - Coupe du monde
    - Vainqueur : 2023

## Statistiques
| Saison                | Club                  | Championnat           | Championnat | Championnat | Coupe(s) nationale(s) | Coupe(s) nationale(s) | Supercoupe | Supercoupe | Compétition(s) continentale(s) | Compétition(s) continentale(s) | Compétition(s) continentale(s) | Sélection | Sélection | Sélection | Total | Total |
| Saison                | Club                  | Division              | M.          | B.          | M.                    | B.                    | M.         | B.         | Comp.                          | M.                             | B.                             | Équipe    | M.        | B.        | M.    | B.    |
| 2017-2018             | Atlético Madrid       | Primera Iberdrola     | 26          | 8           | 3                     | 0                     | -          | -          | WCL                            | 1                              | 0                              | Espagne   | 0         | 0         | 30    | 8     |
| 2018-2019             | Atlético Madrid       | Primera Iberdrola     | 21          | 13          | 3                     | 1                     | -          | -          | WCL                            | 3                              | 0                              | Espagne   | 3         | 0         | 30    | 14    |
| Sous-total            | Sous-total            | Sous-total            | 47+         | 21+         | 6+                    | 1+                    | -          | -          | -                              | 4+                             | 0+                             | Espagne   | 3         | 0         | 60    | 22    |
| 2019-2020             | Levante UD            | Primera Iberdrola     | 19          | 0           | 1                     | 0                     | 1          | 0          | -                              | -                              | -                              | Espagne   | 0         | 0         | 21    | 0     |
| 2020-2021             | Levante UD            | Primera Iberdrola     | 34          | 30          | 3                     | 0                     | 2          | 1          | -                              | -                              | -                              | Espagne   | 7         | 8         | 46    | 39    |
| Sous-total            | Sous-total            | Sous-total            | 53          | 30          | 4                     | 0                     | 3          | 1          | -                              | -                              | -                              | Espagne   | 7         | 8         | 67    | 39    |
| 2021-2022             | Real Madrid           | Primera Iberdrola     | -           | -           | -                     | -                     | -          | -          | WCL                            | -                              | -                              | Espagne   | -         | -         | 0     | 0     |
| Sous-total            | Sous-total            | Sous-total            | -           | -           | -                     | -                     | -          | -          | -                              | -                              | -                              | Espagne   | -         | -         | 0     | 0     |
| Total sur la carrière | Total sur la carrière | Total sur la carrière | 100+        | 51+         | 10+                   | 1+                    | 3+         | 1+         | -                              | 4+                             | 0+                             | Espagne   | 10        | 8         | 127   | 61    |